# Bruno Morgado
Bruno Ferreira Morgado (Suiza, 16 de diciembre de 1997) es un futbolista suizo. Su posición es la defensa y su club es la FC Rapperswil-Jona de la Promotion League de Suiza.

## Trayectoria
El 11 de febrero de 2022 se hace oficial su llegada al AC Bellinzona firmando un contrato hasta fin de temporada.

## Estadísticas

### Clubes
Actualizado al último partido jugado el 16 de noviembre de 2024.
| F. C. Sion · Suiza | 1.ª           | 2016-17       | 8   | 0 | 1  | 0 | - | - | 9   | 0 | 0    |
| F. C. Sion · Suiza | 1.ª           | 2017-18       | 0   | 0 | 1  | 1 | 1 | 0 | 2   | 1 | 0.5  |
| F. C. Sion · Suiza | 1.ª           | 2018-19       | 19  | 1 | 2  | 1 | - | - | 21  | 2 | 0.09 |
| F. C. Sion · Suiza | Total club    | Total club    | 27  | 1 | 4  | 2 | 1 | 0 | 32  | 3 | 0.09 |
| F. C. Rapperswil-Jona · Suiza                                                                                             | 3.ª           | 2020-21       | 6   | 0 | 1  | 1 | - | - | 7   | 1 | 0.14 |
| F. C. Rapperswil-Jona · Suiza                                                                                             | Total club    | Total club    | 6   | 0 | 1  | 1 | 0 | 0 | 7   | 1 | 0.14 |
| Neuchâtel Xamax FC · Suiza                                                                                                | 2.ª           | 2020-21       | 32  | 0 | -  | - | - | - | 32  | 0 | 0    |
| Neuchâtel Xamax FC · Suiza                                                                                                | Total         | Total         | 32  | 0 | 0  | 0 | 0 | 0 | 32  | 0 | 0    |
| A. C. Bellinzona · Suiza                                                                                                  | 3.ª           | 2021-22       | 12  | 0 | -  | - | - | - | 12  | 0 | 0    |
| A. C. Bellinzona · Suiza                                                                                                  | 2022-23       | 2.ª           | 8   | 0 | -  | - | - | - | 8   | 0 | 0    |
| A. C. Bellinzona · Suiza                                                                                                  | Total club    | Total club    | 20  | 0 | 0  | 0 | 0 | 0 | 20  | 0 | 0    |
| FC Rapperswil-Jona · Suiza                                                                                                | 3.ª           | 2019-20       | 0   | 0 | 1  | 1 | - | - | 1   | 1 | 1,00 |
| FC Rapperswil-Jona · Suiza                                                                                                | 3.ª           | 2020-21       | 6   | 0 | -  | - | - | - | 6   | 0 | 0    |
| FC Rapperswil-Jona · Suiza                                                                                                | 3.ª           | 2022-23       | 30  | 1 | 3  | - | - | - | 33  | 1 | 0,03 |
| FC Rapperswil-Jona · Suiza                                                                                                | 3.ª           | 2023-24       | 17  | 0 | 2  | 0 | - | - | 19  | 0 | 0    |
| FC Rapperswil-Jona · Suiza                                                                                                | Total club    | Total club    | 53  | 1 | 6  | 0 | 0 | 0 | 59  | 1 | 0,03 |
| Total carrera | Total carrera | Total carrera | 138 | 2 | 11 | 3 | 1 | 0 | 150 | 5 | 0.04 |
| (1) Incluye datos de Copa Suiza. (2) Incluye datos de Liga Europa de la UEFA. (3) No incluye goles en partidos amistosos. |               |               |     |   |    |   |   |   |     |   |      |